# Mycelium

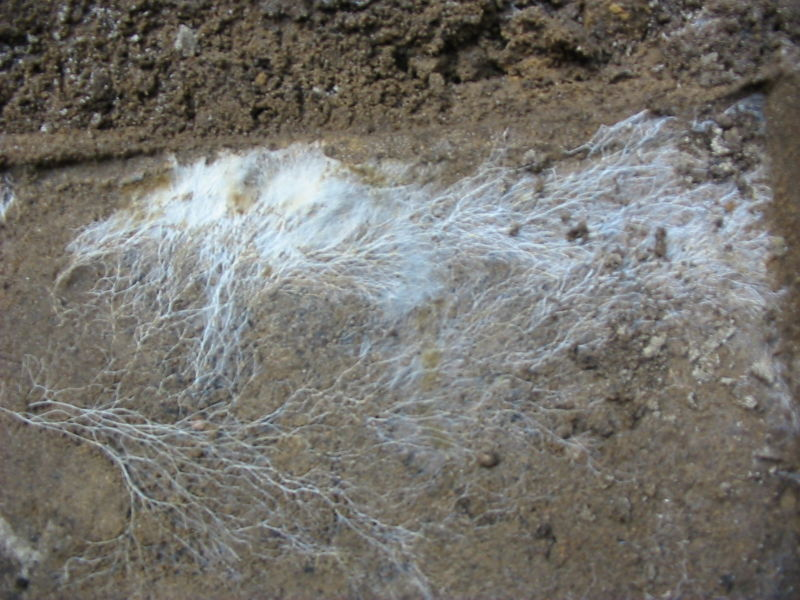
Mycelium hub

Mycelium (podhoubí) je shluk vzájemně propletených vláken, charakteristický zejména pro houby a některé bakterie. Vlákna mohou být rozdělena septy (přepážkami) na jednotlivé buňky, nebo tato septa chybějí a celé mycelium je tvořeno jednou buňkou. Mycelium pronikající půdou se nazývá mycelium bazální (vegetativní); část nad půdou je mycelium vzdušné nebo reproduktivní (tvoří-li spory).
Jako pseudomycelium označujeme soubor nepravých hyf, jež se vyznačuje tím, že je tvořeno několika jednojadernými buňkami.

## Typy mycelií u stopkovýtrusných hub
U stopkovýtrusných hub je zvykem rozeznávat tři typy podhoubí:
- primární mycelium – jednojaderné (monokaryotické), tzn. v každé buňce je jen jedno jádro
- sekundární mycelium – dvoujaderné (dikaryotické), tzn. v každé buňce jsou dvě jádra
- terciární mycelium – rovněž dvoujaderné, avšak vytváří specializovaná pletiva plodnic, jako je pseudoparenchym nebo plektenchym